# Clemens Steegborn
Clemens Johannes Steegborn (* 23. September 1971 in Karlsruhe) ist ein deutscher Biochemiker und Professor für Biochemie, der molekulare Mechanismen von Alterungsprozessen und ihre Modulation mit Wirkstoffen erforscht.

## Leben
Steegborn studierte Biochemie an der Universität Bayreuth und promovierte summa cum laude bei Nobelpreisträger Robert Huber am Max-Planck-Institut für Biochemie in Martinsried. Steegborn forschte als Postdoc bei Hao Wu am Cornell Medical College (NY, USA) und als Juniorprofessor an der Ruhr-Universität Bochum. Seit 2010 leitet er den Lehrstuhl Biochemie der Universität Bayreuth. Er ist stellvertretender Geschäftsführer des Instituts für Biomakromoleküle (BioMac) der Universität Bayreuth und war Co-Sprecher der Studiengruppe „Strukturforschung“ der Gesellschaft für Biochemie und Molekularbiologie.

## Forschung
Steegborn untersucht molekulare Mechanismen der Signalweiterleitung in Zellen, die an Alterungsprozessen und alterungsassoziierten Erkrankungen beteiligt sind. Im Mittelpunkt stehen Funktion, Regulation und pharmakologische Modulation NAD+-abhängiger Deacylasen (Sirtuine) und der Bicarbonat-aktivierten löslichen Adenylylzyklase. Durch ihre Regulation agieren diese Enzyme als Sensoren für den Energiemetabolismus der Zelle, der eng mit Alterungsprozessen verknüpft ist, und eignen sich als Wirkstofftargets für alterungsassoziierte Erkrankungen.

## Auszeichnungen
- Berger-Stipendium der „Damon-Runyon Cancer Research Foundation“
- Promotionsstipendium des Boehringer Ingelheim Fonds
- Stipendium der Studienstiftung des deutschen Volkes
- Forschungspreis der Alzheimer Forschung Initiative[6]